# ハンティングドン駅
ハンティングドン駅（英語：Huntingdon Station）は、ペンシルベニア州ハンティンドン郡ハンティングドン4番街およびアレゲニー・ストリーツにある駅 。

## 利用可能な鉄道路線／列車

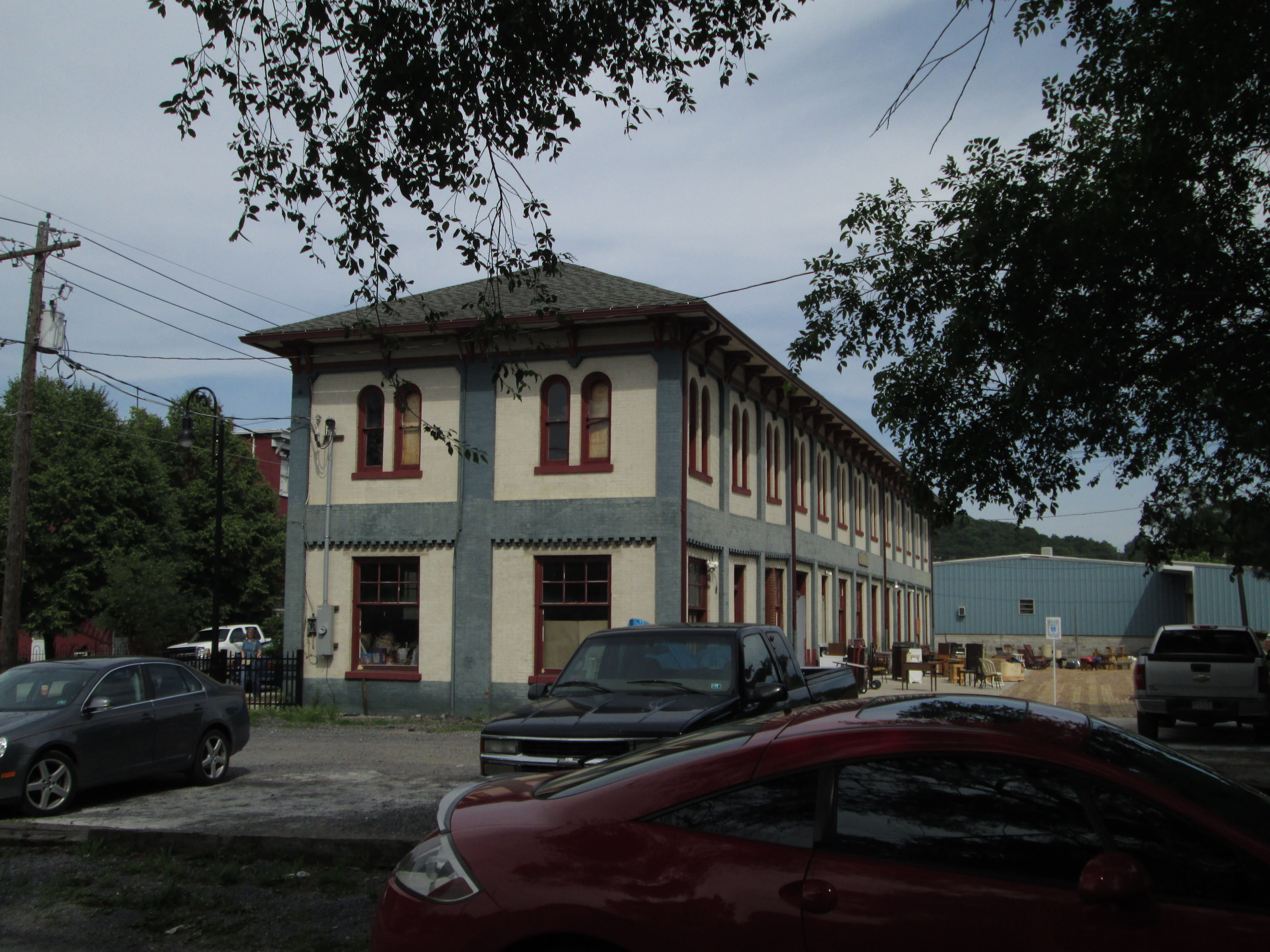
ペンシルベニア鉄道の旧駅舎

アムトラックキーストン回廊のハンティングドン駅に停車する列車は下記の通り。
ピッツバーグとニューヨーク間の昼行長距離列車ペンシルベニアン号…1日1往復停車